# Mogoñé Viejo
Mogoñé Viejo är en ort i Mexiko.   Den ligger i kommunen San Juan Guichicovi och delstaten Oaxaca, i den sydöstra delen av landet, 500 km sydost om huvudstaden Mexico City. Mogoñé Viejo ligger 120 meter över havet och antalet invånare är 856.
Terrängen runt Mogoñé Viejo är platt åt nordost, men åt sydväst är den kuperad. Runt Mogoñé Viejo är det ganska glesbefolkat, med 28 invånare per kvadratkilometer. Närmaste större samhälle är Matías Romero, 14,2 km söder om Mogoñé Viejo. Omgivningarna runt Mogoñé Viejo är en mosaik av jordbruksmark och naturlig växtlighet.